# L'uomo modulare
L'uomo modulare è un romanzo di fantascienza del 1992 di Roger MacBride Allen. È stato pubblicato per la prima volta in italiano il 4 settembre 1994 nella collana fantascientifica Urania. Rispettando l'edizione originale, anche quella italiana vede in appendice un saggio di Isaac Asimov intitolato Robot intelligenti e organismi cibernetici (Intelligent Robots and Cybernetic Organisms).

## Trama
David Bailey è un genio della cibernetica di fama mondiale. Una tremenda malattia, però, lo sta uccidendo lentamente, ed ogni suo appello a che venga impiantato un meccanismo robotico nel suo cervello rimane inascoltato. Una legge ferrea, infatti, vieta di "confondere" umano e robotico, e quindi ogni intervento robotico al cervello umano è fermamente vietato.
Ma Bailey è deciso a non lasciar morire la propria mente a causa del disfacimento fisico del suo corpo. Usando un dispositivo illegale, quindi, trasferisce la propria mente in Herbert... la sua aspirapolvere robotica! Agli occhi di tutti risulterà che l'uomo si sia suicidato, ma in realtà è solo il suo corpo fisico ad essere morto.
Il Governo viene però a sapere di questa operazione, e subito si muove affinché non ci sia un seguito. Se infatti tutti quelli che ne abbiano la possibilità decidano di trasferire la propria mente in un robot, la morte stessa verrebbe sconfitta, mettendo in ginocchio tutto il sistema di vita umano. Per fermare tutto questo basterebbe negare qualsiasi diritto ad una qualsiasi macchina robotica, anche se possieda una mente umana. Ma non è così semplice.
L'interrogativo che si pone è: che cosa rende umano un essere umano? Dov'è il confine che lo separa dalla macchina? Avere un pace-maker fa di una persona un robot? Un braccio od una gamba artificiale, rendono "meccanica" una persona? Quanta parte artificiale deve avere una persona perché quindi perda i diritti legali?
Per evitare di dare una risposta ad interrogativi così spinosi, il Governo mette in piedi una specie di "processo-farsa". L'accusato è Herbert, l'aspirapolvere. L'accusa è di aver ucciso il proprio padrone, David Bailey. Lo scopo dell'operazione è semplice: se il giudice rifiuta il processo in quanto è diretto contro una semplice macchina, allora per estensione si giustifica l'assenza di diritti per le macchine.
Ma Bailey, nel corpo di Herbert, ha un valido alleato: sua moglie Suzanne Jantille, avvocato di grido. La donna prende in mano le redini del processo, e malgrado ne sia atterrita, subito tratta Herbert come se fosse il marito, spiazzando l'accusa.
Intanto Samantha, giornalista alle prime armi, ottiene l'aiuto di Philippe Sanders, agente governativo ma in realtà grande esperto di cibernetica. Sarà proprio quest'ultimo a cercare di recuperare la mente di Bailey dal corpo di Herbert.

## Edizioni
- Roger MacBride Allen, The Modular Man, Byron Preiss Visual Publications, Inc., 1992.
- Roger MacBride Allen, L'uomo modulare, traduzione di Elisabetta Svaluto Moreolo, collana Urania n° 1239, Arnoldo Mondadori Editore, 1994,  p. 239.